# Гредінарі (комуна, Караш-Северін)
Гредінарі (рум. Grădinari) — комуна у повіті Караш-Северін в Румунії. До складу комуни входять такі села (дані про населення за 2002 рік):
- Гредінарі (1135 осіб)
- Греонь (1064 особи)

Комуна розташована на відстані 363 км на захід від Бухареста, 30 км на південний захід від Решиці, 76 км на південь від Тімішоари.

## Населення
За даними перепису населення 2002 року у комуні проживали 2199 осіб.
Національний склад населення комуни:
| Національність | Кількість осіб | Відсоток |
| -------------- | -------------- | -------- |
| румуни         | 1916           | 87,1%    |
| цигани         | 264            | 12,0%    |
| угорці         | 9              | 0,4%     |
| німці          | 6              | 0,3%     |
| серби          | 2              | 0,1%     |
| хорвати        | 1              | < 0,1%   |
| чехи           | 1              | < 0,1%   |

Рідною мовою назвали:
| Мова      | Кількість осіб | Відсоток |
| --------- | -------------- | -------- |
| румунська | 1931           | 87,8%    |
| циганська | 255            | 11,6%    |
| угорська  | 8              | 0,4%     |
| сербська  | 3              | 0,1%     |
| німецька  | 1              | < 0,1%   |
| чеська    | 1              | < 0,1%   |

Склад населення комуни за віросповіданням:
| Релігія        | Кількість осіб | Відсоток |
| -------------- | -------------- | -------- |
| православні    | 2101           | 95,5%    |
| баптисти       | 72             | 3,3%     |
| римо-католики  | 9              | 0,4%     |
| п'ятдесятники  | 7              | 0,3%     |
| греко-католики | 5              | 0,2%     |
| адвентисти     | 5              | 0,2%     |

## Зовнішні посилання
- Дані про комуну Гредінарі на сайті Ghidul Primăriilor [Архівовано 8 лютого 2009 у Wayback Machine.]